# William Hjelte
William Hjelte (né le 16 octobre 1994), mieux connu sous le pseudonyme Leffen, est un joueur professionnel suédois qui se spécialise à Super Smash Bros. Melee, dans lequel il joue Fox. Il y est considéré comme un des six meilleurs joueurs mondiaux, aux côtés des « cinq Dieux » historiques du jeu : Juan "Hungrybox" Debiedma, Joseph "Mango" Marquez, Adam "Armada" Lindgren, Jason "Mew2King" Zimmerman, et Kevin "PPMD" Nanney. En 2015 à Apex, après une victoire contre Mew2King, Leffen devient le premier joueur au monde à avoir battu les cinq dieux en tournoi. Leffen est aussi spécialisé dans plusieurs autres jeux vidéo, notamment Guilty Gear Strive.

## Carrière
Hjelte découvre la franchise Super Smash Bros. en 2009 avec le jeu Super Smash Bros. Brawl. Il se met rapidement à Melee, où il joue d'abord Yoshi et Falco, puis Fox. Il estime que ce changement est nécessaire parce que Falco exige une discipline plus rigoureuse et Fox permet plus de créativité.
Il arrive neuvième du tournoi international suédois B.E.A.S.T 2, après moins d'un an de jeu à Melee. En 2014, Leffen gagne en notoriété avec des bons résultats en tournois internationaux, et en battant régulièrement les cinq meilleurs joueurs au monde. Avant l'EVO 2014, Joe Cribari de Nintendo Enthusiast liste Leffen dans les challengers qui risquent de gagner le tournoi. Il termine en 9ème position.
À l'Apex 2015, Hjelte bat Kashan "Chillindude" Khan 5-0. L'enjeu de la partie est que le gagnant a le "droit" d'utiliser la couleur par défaut de Fox, leur personnage de prédilection à tous les deux,. Joseph "Mango" Marquez affirme immédiatement que pour défendre l'honneur de Chillindude, il défie Leffen de miser 1000 dollars sur leur propre partie s'ils tombent l'un contre l'autre à ce même tournoi. Hjelte le battra en demi-finales 3-1. À ce même tournoi, il bat Mew2King 2-1, ce qui en fait le seul joueur au monde à avoir battu les "Cinq Dieux" de Melee. Il arrivera troisième au classement général du tournoi.
Le 9 mars 2016, Hjelte rejoint la Team SoloMid et devient leur premier joueur de jeu de combat. Il est considéré comme étant au même niveau que les "Cinq Dieux" historiques de Melee, mais ne peut pas les rejoindre en raison de son arrivée tardive sur la scène compétitive. La scène débat donc régulièrement de son rang exact : certains insistent pour passer au nom "Six Dieux", d'autres rappellent l'origine historique de l'appellation, qui visait à évoquer les joueurs dominants entre 2008 et 2014, tandis que Leffen est plutôt un Godslayer, ou "tueur de Dieux", puisqu'il arrive au pouvoir en 2014. On fait souvent référence à Leffen et aux Cinq Dieux sous le nom "Big Six".
Au CEO 2015 à Orlando, en Floride, Leffen gagne son premier tournoi international sur le sol américain, battant son compatriote Armada. Il arrive cinquième à l'EVO la même année, bien qu'il soit le grand favori de la compétition. Il y perd de façon très inattendue contre le joueur de Samus Justin "Plup" McGrath. Melee It On Me le place en deuxième position du classement mondial pour l'été 2015. Cependant, Leffen est interdit d'entrée sur le sol américain en milieu d'année, parce qu'il voyage avec un visa obtenu par Système électronique d'autorisation de voyage (ESTA) et est employé par l'équipe américaine SoloMid.
Le 16 février 2016, Leffen est sponsorisé par Red Bull en tant qu'Athlète Red Bull.
Le 29 avril 2016, Leffen annonce que sa demande de visa a été refusée par les services d'immigration américains. Le 4 mai 2016, l'équipe SoloMid annonce avoir pu lui obtenir un visa P1 pour qu'il puisse s'inscrire aux tournois en juillet, en particulier à l'EVO 2016, et travailler à un visa sur le long terme. Le 14 juillet, Leffen annonce que son visa n'arrivera pas à temps et il se désinscrit de l'EVO. Enfin, le 3 octobre 2016, il obtient son visa et a à nouveau le droit de participer à des tournois américains, un an après avoir été reconduit à la frontière.
Le 5 août 2018, il remporte l'EVO face à son compatriote Armada par le score de 3-0.

### Autres jeux
Hjelte joue en compétition à d'autres jeux de combat, en particulier Ultra Street Fighter IV, Ultimate Marvel vs.Capcom 3, etThe King of Fighters XIII. En interview avec EventHubs en 2015, il laisse entendre qu'il jouera à Guilty Gear Xrd sur sa chaîne Twitch une fois la saison compétitive 2015 mise en pause. En 2018, il se consacre beaucoup à Dragon Ball FighterZ et s'impose rapidement comme l'un des meilleurs joueurs de la scène européenne sur ce dernier.
Le 8 août 2021, il remporte l'EVO 2021 online EU sur Guilty Gear Strive. Il remporte ensuite l'EVO 2023 sur le même jeu.

## Classement, prix et récompenses
- 2013 : 14e joueur mondial[21]
- 2014 : 6e joueur mondial[22]
- 2015 : 3e joueur mondial[23], devient le premier joueur au monde à avoir battu les « Cinq Dieux »[7], remporte le CEO[10]
- Été 2015 : 2e joueur mondial[24],[11]
- 2016 : 5e joueur mondial[25]
- 2017 : 6e joueur mondial[24]
- 2018 : 3e joueur mondial, champion de l'EVO 2018 sur Melee[18]
- 2019 : 2e joueur mondial
- 2023 : champion de l'EVO 2023 sur Guilty Gear Strive

## Vie personnelle
Hjelte est suédois d'origine coréenne. Son père vient de Corée et sa mère de Suède, et il affirme que sa famille ne suit pas les traditions culturelles coréennes.
Leffen affirme qu'il ne veut pas seulement être le meilleur joueur de Melee au monde, mais le meilleur joueur de jeux de combat en général.